# Севастопольский институт банковского дела
Севастопольский институт банковского дела Украинской академии банковского дела Национального банка Украины (укр. Севастопольський інститут банківської справи Української академії банківської справи Національного банку України, сокращённо СИБД УАБД НБУ) — государственное высшее учебное заведение Национального банка Украины IV уровня аккредитации, расположенное в Севастополе.
После аннексии Крыма Россией  25 июня 2015 года институт ликвидирован.

## Начало
Планы постройки банковского института на юге Украины появились несколько лет назад. Юг государства испытывал острую нехватку квалифицированных экономистов в банковской сфере, в связи с чем было решено построить первоклассный ВУЗ, который смог бы решить эту проблему. На 3-й сессии Севастопольского городского совета V созыва 13 сентября 2006 года депутатским корпусом принято решение «О даче согласия Украинской академии банковского дела Национального банка Украины на разработку проекта землеустройства по отводу земельного участка в районе парка Победы для строительства и обслуживания учебных корпусов, общежитий и жилья». Стройка началась 13 июня 2008 года, с торжественной закладки капсулы и открытия стелы в честь будущего института. В церемонии приняли участие первый заместитель председателя Севастопольской городской госадминистрации Владимир Казарин, председатель городского Совета Валерий Саратов, председатель Национального Банка Украины Владимир Стельмах и ректор Украинской Академии Банковского дела Анатолий Епифанов.

## Открытие
23 декабря 2009 года в Севастополе была сдана первая очередь Севастопольского института банковского дела Украинской академии банковского дела Национального банка Украины. Президент Украины Виктор Ющенко и ректор УАБД А. А. Епифанов в торжественной обстановке открыли институт.

## Общие сведения
Под строительство банковского института было отведено 5,5 га земли в районе парка Победы. Институт рассчитан на 2,5 тыс. студентов. Площадь учебного корпуса составляет свыше 23,5 тыс. квадратных метров. В здании расположены 2 учебных блока, состоящих из 30 аудиторий, 11 аудиторий для проведения семинарских занятий, а также библиотека на 150 тысяч томов.
Институт располагает конференц-залом на 600 мест, каждое из которых оборудовано специальной техникой для синхронного перевода. В рамках первой очереди возведено и обустроено 9-этажное общежитие на 429 мест. Площадь здания почти 7 тыс. квадратных метров, оснащено лифтами. На каждом этаже два блока — один на 3 жилые комнаты, другой — на 4 комнат, в центре блок-секции — кухня-столовая.
Студенческий сквер, площадью 26 тыс. метров квадратных, состоит из 6 национальных участков сада, где высажено более 3000 различных деревьев и кустарников. В сквере размещается летняя концертная площадка на 752 посадочных места, 2 фонтана, 3 водоёма.
Проектом предусмотрено размещение на этой территории учебного корпуса, плавательного бассейна, спортзала, теннисного корта, двух общежитий для студентов на восемьсот человек, общежития для аспирантов и жилого дома для преподавателей. Кроме того, здесь будет размещена часовня святой Елены. Сметная стоимость объекта — 481,6 млн грн.
18 февраля 2011 года был торжественно открыт спортивно-бытовой комплекс площадью 5 тыс. квадратных метров. Поздравить студентов с этим событием приехали председатель севастопольской госадминистрации Валерий Саратов, ректор Украинской академии банковского дела Нацбанка Анатолий Епифанов, представители Нацбанка Украины. Свои поздравления прислал председатель олимпийского комитета Украины Сергей Бубка. В спортивно-бытовой комплекс, общей площадью более 5 тыс. метров квадратных, входят: спортивный зал, площадью около 700 метров, с площадками для мини-футбола, волейбола, баскетбола, тенниса, бадминтона, плавательный бассейн размером 25×8,5 м, два тренажерных зала на 60 тренажеров, бильярдный и теннисный залы, столовая на 2 зала по 120 посадочных мест каждый, буфет, 15 душевых, 12 раздевалок и другие вспомогательные помещения. Помимо спортивного комплекса, во вторую очередь строительства института входят общежитие для студентов на 292 места, площадью 5 тыс. метров квадратных, и часовня св. Елены.
19 июня 2013 года, согласно постановлению НБУ, институт был передан в состав Университета банковского дела.

## Учебный процесс
В июле 2009 года состоялся первый набор студентов института. К тому моменту постройка учебного корпуса ещё не была завершена, поэтому первый год студенты проучились в головном ВУЗе в Сумах.
31 августа 2010 года состоялось официальное открытие Севастопольского института банковского дела. В первый год в нём обучалось 235 студентов — первокурсники и вернувшиеся из Сум студенты первого набора.
В севастопольском институте действуют два факультета и шесть кафедр:
- Факультет банковских технологий
  - Кафедра финансов и кредита
  - Кафедра информационных технологий и систем
  - Кафедра экономической кибернетики

- Факультет экономики и банковского права
  - Кафедра бухгалтерского учёта и аудита
  - Кафедра правоведения
  - Кафедра международной экономики

Институт проводит подготовку специалистов по следующим направлениям:
- «финансы»
- «учёт и аудит»
- «международная экономика»
- «экономическая кибернетика»
- «правоведение»

Севастопольский институт банковского дела имеет такие структурные подразделения, работа которых направлена на развитие ВУЗа:
- Учебный отдел
- Библиотека
- Отдел информационных технологий
- Бухгалтерского учёта и экономической работы
- Административно-хозяйственный отдел
- Центр физической культуры и здоровья

ВУЗ активно участвует в Болонском процессе. Директором СИБД является Валерий Иванович Огиенко, кандидат экономических наук, бывший директор-распорядитель Фонда гарантирования вкладов Национального банка Украины.

## Научная жизнь
На базе института проводились и регулярно проводятся форумы и конференции, такие как Международный Инвестиционный Форум ISIF (недоступная ссылка), Международная учебно-методическая конференция «Финансовое образование», VI Международная конференция «Безпопасные системы, сервисы и технологии» (недоступная ссылка)

## Институт сегодня
15 мая 2014 года институт остановил свою деятельность. Студенты СИБД, их родители и преподаватели института множество раз обращались к новым властям Севастополя с просьбой отдать официально институт России. Спустя несколько месяцев институт всё так же остаётся в подвешенном состоянии и дальнейшая судьба комплекса СИБД УБД НБУ неизвестна.
С 4 марта 2015 года имущественный комплекс был передан в распоряжение Московской банковской школе Центрального банка Российской Федерации.
25 июня правительство Севастополя распорядилось ликвидировать Севастопольский институт банковского дела.

## Известные гости
- Бубка Сергей Назарович — глава НОК Украины
- Епифанов Анатолий Александрович — ректор УАБС
- Лебедев Павел Валентинович — украинский политик, Министр обороны Украины
- Табачник Дмитрий Владимирович — украинский политик, общественный деятель, Министр образования и науки Украины
- Тейшейра, Жозе Пинту — посол ЕС на Украине
- Ющенко Виктор Андреевич — Президент Украины (2005—2010)
- Яцуба Владимир Григорьевич — городской голова Севастополя
- Ле Пен, Марин — кандидат в президенты Франции, Президент Национального фронта
- Жириновский Владимир Вольфович — политик, лидер партии ЛДПР